# Anton Peter
Anton Peter (* 6. November 1823 in Veckerhagen (Landkreis Kassel); † 17. März 1910 ebenda) war ein deutscher Fabrikant, Kommunalpolitiker und Abgeordneter des Kurhessischen Kommunallandtages des Regierungsbezirks Kassel. 

## Leben
Anton Peter wurde als Sohn des Gastwirts Johannes Peter und dessen Gemahlin Katharine Marie Lipproß geboren. Nach seiner Schul- und Berufsausbildung betrieb er in seinem Heimatort eine Töpferei und Ziegelei. Von März 1871 bis 1892 war er Bürgermeister von Veckerhagen. Aus dieser Funktion ergab sich die Mitgliedschaft im Kurhessischen Kommunallandtag des Regierungsbezirks Kassel. Sein Mandat nahm er von 1883 bis 1885 wahr. 